# Kasper Klaudiusz Maignien
Kacper Klaudiusz Maignien (ur. w październiku 1752 w Amance, Francja, zm. 2 września 1792 w Paryżu) – francuski duchowny katolicki, męczennik, błogosławiony Kościoła katolickiego.

## Życiorys
Został wyświęcony na kapłana. Podczas rewolucji francuskiej poniósł śmierć męczeńską. Został beatyfikowany wraz z innymi męczennikami w dniu 17 października 1926 roku przez Piusa XI.